# Мутное (озеро, Смоленская область)
Му́тное — ледниковое, термокарстовое озеро на севере Смоленской области России в Демидовском районе. Сообщается с озером Рытое, принадлежит бассейну реки Межи. Площадь озера составляет 13,5 га, максимальная глубина — 3,5 м. В озере добываются лечебные грязи, которые используются в санатории посёлка Пржевальское. Входит в состав национального парка Смоленское поозёрье. Памятник природы.